# Yokosuka K1Y
Yokosuka K1Y (яп. 一三式練習機, учебный гидросамолёт тип 13) — учебный гидросамолёт Императорского флота Японии. Эксплуатировался в 1920—1940 годах. Вместе с прототипами было выпущено 104 машины.

## История создания
В апреле 1924 года штаб авиации Имперского флота Японии заказал в 1-м арсенале флота (г. Йокосука) разработку учебного самолёта, для замены устаревшего Avro 504K. Никаких конкретных цифр в ТТХ не называлось, лишь обуславливалась возможность замены колесного шасси на поплавковое. Проект самолёта был готов к концу 1924 года, но поскольку заводские цеха арсенала ещё не были отстроены после землетрясения 1923 года, построение прототипов началось только летом 1925 года. К концу года были построены 2 прототипа и 4 предсерийные машины. Испытания прошли успешно, и самолет был принят на вооружение под названием «'„Учебный гидросамолёт морской Тип 13“»' (или K1Y1 — вариант с колесным шасси и K1Y2 — вариант с попалвковым шасси).

## Производство
Поскольку арсенал не имел производственных мощностей для выпуска самолёта, заказ был передан фирме Nakajima, которую незадолго до этого основал бывший офицер арсенала Чукухей Накадзима.
Согласно контракту до 1928 года было выпущено 40 самолетов — 20 K1Y1 и 20 K1Y2. Но это количество не удовлетворила флот, тем более, что поплавковая версия самолета Yokosuka K2Y оказалась неудачной. Поэтому было выдано дополнительный заказ на постройку поплавковой версии K1Y1. До 1933 года было изготовлено 48 самолетов на заводах фирмы Kawanishi, а в 1933—1934 годах фирма Watanabe построила ещё 10 самолетов.

## Эксплуатация
Самолет «K1Y» оказался в целом удачной машиной. Единственная проблема была с двигателем — японская промышленность 1920-х годов не могла обеспечить должное качество производства немецкого двигателя Benz Bz III, который выпускался по лицензии под названием «Gasuden Benz». Но, несмотря на это, самолет «K1Y» прослужил до начала 2-й мировой войны. Много списанных со службы машин использовались как гражданские.

## Конструкция
Самолёт, разработанный под руководством Масасуке Хашимото, был одномоторным бипланом с полотняной обшивкой и двумя открытыми кабинами. Гидропланная версия, кроме двух главных поплавков, имела хвостовой поддерживающий поплавок. Такая схема для середины 1920-х годов была уже устаревшей.

## Модификации
- K1Y1 — вариант с колёсным шасси
- K1Y2 — вариант с поплавковым шасси

### Технические характеристики
- Экипаж: 2
- Длина: 8,68 м
- Размах крыла: 10,21 м
- Высота: 3,47 м
- Площадь крыла: 32,65 м²
- Профиль крыла:
- Масса пустого: 872 кг
- Масса снаряженного: 1 056 кг
- Нормальная взлетная масса:
- Максимальная взлетная масса:
- Двигатель Gasuden Benz
- Мощность: 1x 130 л.с.[1]

### Лётные характеристики
- Максимальная скорость: 130 км/ч
  - у земли:
  - на высоте м:
- Крейсерская скорость: 106 км/ч
- Практическая дальность:
- Практический потолок:
- Скороподъёмность: м/с
- Нагрузка на крыло: кг/м²[1]